# خاجيمورات أكاييف
خاجيمورات ماجوميدوفيتش أكاييف (الروسية: Хаджимурат Магомедович Акаев ؛ من مواليد 27 مارس 1985 في تيرنياوز، قبردينو - بلقاريا، اتحاد الجمهوريات الاشتراكية السوفياتية) هولاعب رافع أثقال روسي.